# Linea Keikyū Kurihama
La  Linea Keikyū Kurihama (京急久里浜線?, Keikyū-Kurihama-sen) gestita dalle Ferrovie Keikyū è una diramazione a scartamento normale della linea Keikyū principale che si distacca dalla stazione di Horinouchi per raggiungere l'estremità della penisola di Miura a sud della prefettura di Kanagawa.

## Stazioni
| Num.                                                         | Stazione        | Giapponese | Locale | Espresso Limitato | Espresso Limitato Rapido | Collegamenti              | Posizione | Posizione |
| ------------------------------------------------------------ | --------------- | ---------- | ------ | ----------------- | ------------------------ | ------------------------- | --------- | --------- |
| Servizio diretto via linea Keikyū principale verso Sengakuji |                 |            |        |                   |                          |                           |           |           |
| KK61                                                         | Horinouchi      | 堀ノ内     | ●      | ●                 | ●                        | Linea Keikyū principale   | Yokosuka  | Kanagawa  |
| KK65                                                         | Shin-Ōtsu       | 新大津     | ●      | ●                 | ●                        |                           | Yokosuka  | Kanagawa  |
| KK66                                                         | Kita-Kurihama   | 北久里浜   | ●      | ●                 | ●                        |                           | Yokosuka  | Kanagawa  |
| KK67                                                         | Keikyū Kurihama | 京急久里浜 | ●      | ●                 | ●                        | Linea Yokosuka (Kurihama) | Yokosuka  | Kanagawa  |
| KK68                                                         | YRP Nobi        | YRP野比    |        | ●                 | ●                        |                           | Yokosuka  | Kanagawa  |
| KK69                                                         | Keikyū Nagasawa | 京急長沢   |        | ●                 | ●                        |                           | Yokosuka  | Kanagawa  |
| KK70                                                         | Tsukuihama      | 津久井浜   |        | ●                 | ●                        |                           | Yokosuka  | Kanagawa  |
| KK71                                                         | Miurakaigan     | 三浦海岸   |        | ●                 | ●                        |                           | Miura     | Kanagawa  |
| KK72                                                         | Misakiguchi     | 三崎口     |        | ●                 | ●                        |                           | Miura     | Kanagawa  |